# Билюково
 Билюково — деревня в Ильинском районе Ивановской области. Входит в состав Аньковского сельского поселения.

## География
Находится в западной части Ивановской области на расстоянии приблизительно 8 км на восток-юго-восток по прямой от районного центра села Ильинское-Хованское.

## История
В 1859 году здесь (тогда владельческое сельцо в составе Юрьевского уезда Владимирской губернии) было учтено 12 дворов. Также в селе имелась деревянная церковь в честь Воскресения Христова (в 1970 году была перевезена в Плёс, где и находится по сей день).

## Население
Постоянное население составляло 131 человек (1859 год), 7 в 2002 году (русские 71 %, азербайджанцы 29 %), 3 в 2010.